# Communauté de communes Val et Coteaux d'Eymet
La communauté de communes Val et Coteaux d'Eymet est une ancienne communauté de communes française située dans le département de la Dordogne, en région Aquitaine.
Elle faisait partie du Pays du Grand Bergeracois.

## Historique
La communauté de communes Val et Coteaux d'Eymet a été créée le 19 décembre 2001 pour une prise d'effet au 1er janvier 2002.
Selon l'arrêté préfectoral no 2011-53 du 25 août 2011, la commune de Sainte-Eulalie-d'Eymet y adhère à compter du 1er janvier 2012.
Par arrêté préfectoral no 2013149-013 du 29 mai 2013, une fusion est prévue au 1er janvier 2014 entre les communautés de communes Val et Coteaux d'Eymet et du Pays issigeacois. La nouvelle entité porte le nom de communauté de communes des Portes sud Périgord.

## Composition
En 2012 et 2013, la communauté de communes Val et Coteaux d'Eymet regroupait douze communes : Flaugeac et les onze communes du canton d'Eymet.
1. Eymet
2. Flaugeac
3. Fonroque
4. Razac-d'Eymet
5. Sadillac
6. Saint-Aubin-de-Cadelech
7. Saint-Capraise-d'Eymet
8. Sainte-Eulalie-d'Eymet
9. Sainte-Innocence
10. Saint-Julien-d'Eymet
11. Serres-et-Montguyard
12. Singleyrac

## Politique et administration
| Période                                  | Période       | Identité     | Étiquette | Qualité                         |
| ---------------------------------------- | ------------- | ------------ | --------- | ------------------------------- |
| janvier 2002                             | décembre 2013 | Jean Lacotte | PCF       | Maire de Singleyrac (1971-2020) |
| Les données manquantes sont à compléter. |               |              |           |                                 |

## Compétences
- Action sociale
- Activités périscolaires
- Activités sportives
- Assainissement non collectif
- Collecte des déchets des ménages et déchets assimilés
- Constitution de réserves foncières
- Développement économique
- Établissements scolaires
- Opération programmée d'amélioration de l'habitat (OPAH)
- Plans locaux d'urbanisme
- Programme d'aménagement d'ensemble et détermination des secteurs d'aménagement au sens du code de l'urbanisme
- Signalisation
- Tourisme
- Traitement des déchets des ménages et déchets assimilés
- Voirie
- Zones d'activités industrielle, commerciale, tertiaire, artisanale ou touristique

### Sources
- Le SPLAF (Site sur la Population et les Limites Administratives de la France)
- La base ASPIC de la Dordogne - (Accès des Services Publics aux Informations sur les Collectivités)